# 西白庭台
西白庭台（にししらにわだい）は、奈良県生駒市の町名。現行行政地名は西白庭台一丁目から三丁目。郵便番号630-0137。

## 地理
生駒市の中部から北部に位置し、北に北田原町、西から南に南田原町、東に白庭台と接している。

## 歴史
昭和33年（1958年）に生駒山周辺が金剛生駒国定公園に指定されて以来、生駒市では住宅開発が盛んに行われるようになり、昭和60年代には北大和・白庭台が開発された。平成に入ると近鉄けいはんな線などの整備にともない、西白庭台住宅地も開発され、2000年代には生駒市の町名として独立した。

## 世帯数と人口
2019年（令和元年）10月1日現在の世帯数と人口は以下の通りである。
| 丁目           | 世帯数  | 人口    |
| -------------- | ------- | ------- |
| 西白庭台一丁目 | 373世帯 | 1,192人 |
| 西白庭台二丁目 | 240世帯 | 742人   |
| 西白庭台三丁目 | 202世帯 | 711人   |
| 計             | 815世帯 | 2,645人 |

### 人口の変遷
国勢調査による人口の推移。
| 2005年（平成17年） | 866人   | [ 6 ] |  |
| 2010年（平成22年） | 2,192人 | [ 7 ] |  |
| 2015年（平成27年） | 2,583人 | [ 8 ] |  |

### 世帯数の変遷
国勢調査による世帯数の推移。
| 2005年（平成17年） | 291世帯 | [ 6 ] |  |
| 2010年（平成22年） | 676世帯 | [ 7 ] |  |
| 2015年（平成27年） | 751世帯 | [ 8 ] |  |

## 事業所
2016年（平成28年）現在の経済センサス調査による事業所数と従業員数は以下の通りである。
| 丁目           | 事業所数 | 従業員数 |
| -------------- | -------- | -------- |
| 西白庭台一丁目 | 1事業所  | 2人      |
| 西白庭台二丁目 | 6事業所  | 45人     |
| 西白庭台三丁目 | 3事業所  | 41人     |
| 計             | 10事業所 | 88人     |

## 交通

### 鉄道
域内に鉄道は通っていない。最寄駅は近鉄けいはんな線白庭台駅。

### バス
- 奈良交通
  - ひかりが丘住宅線・白庭台住宅線

### 道路
- 国道163号